# Barylypa formosa
Barylypa formosa är en stekelart som först beskrevs av Otto Schmiedeknecht 1900.  Barylypa formosa ingår i släktet Barylypa och familjen brokparasitsteklar. Utöver nominatformen finns också underarten B. f. caucasica.